# Alexander Fleming
Sir Alexander Fleming (Lochfield, 1881. augusztus 6. – London, 1955. március 11.) skót bakteriológus és immunológus. Felfedezte az antibakteriális lizozim enzimet, valamint 1928-ban az első antibiotikumot, a penicillint. Utóbbi eredményéért Howard Florey-jel és Ernst Boris Chainnal közösen 1945-ben elnyerte az orvostudományi Nobel-díjat.

## Pályája
Alexander Fleming 1881. augusztus 6-án született a skóciai Ayrshire megyében, a Darvel kisváros melletti Lochfield egyik tanyáján. Apja Hugh Fleming (1816-1888) gazdálkodó volt, anyja pedig a szomszéd gazda lánya, Grace Stirling Morton (1848–1928), aki Fleming második felesége volt. Hugh Flemingnek négy gyermeke volt az első házasságából. A második házassága idején már 59. évében járt, és meghalt amikor Alexander hét éves volt. 

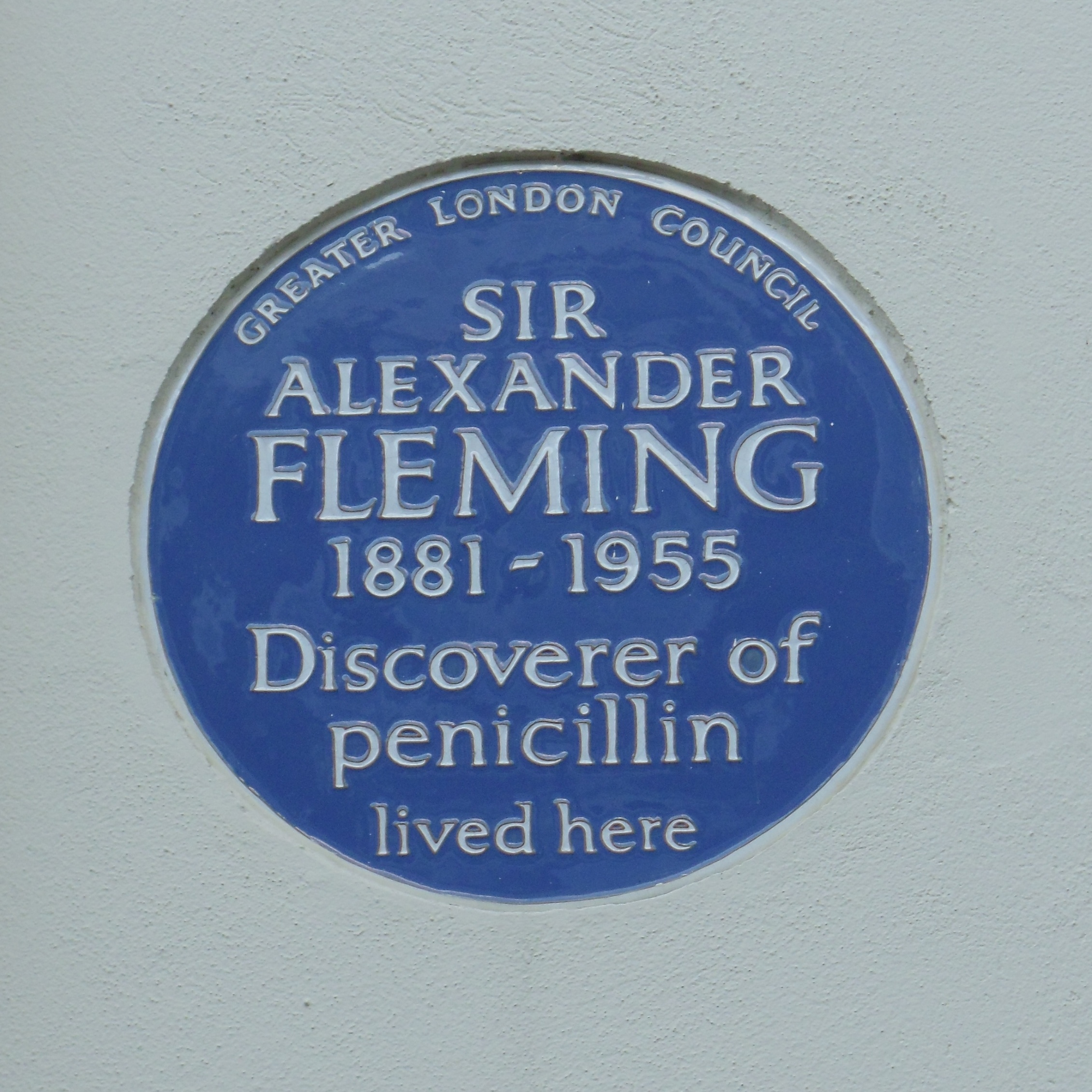
Emléktábla Fleming londoni házán

Darvelben és Loudounban végezte az elemi iskolát, majd elnyert egy kétéves ösztöndíjat Kilmarnock egyik középiskolájába. Tizenhárom évesen bátyjával együtt Londonba költözött, ahol a Királyi Politechnikai Intézetben tanult. Ezután négy évig egy szállítóvállalatnál dolgozott tisztviselőként, majd húszévesen nagybátyjától örökölt egy kisebb összeget. Bátyja, Thomas ekkorra már kitanult orvos volt és Alexandernek is javasolta ezt a pályát, így 1903-ban beiratkozott a St Mary's Hospital orvosképzésére. 1906-ban kitüntetéssel diplomázott.
Fleming 1900-tól önkéntesként tagja volt a londoni skót ezrednek és medikusként eljárt az egyetem lövészklubjába. A klub vezetője (aki szerette volna ha Fleming tag marad) javasolta, hogy praktizálás helyett legyen a St. Mary's tanára és kutatója. Fleming Almroth Wright bakteriológusnak, a vakcinaterápia egyik úttörőjének lett az asszisztense. 1908-ban bakteriológiából is BSc fokozatot szerzett és maga is oktatni kezdett az egyetemen, egészen 1914-ig.
Az első világháborúban századosi rangban, katonaorvosként szolgált és a franciaországi frontkórházakban dolgozott. 1918-ban visszatért a St Mary's Hospital-ba és folytatta kutatói-tanári pályáját. 1928-ban a Londoni Egyetem bakteriológiaprofesszorának választották. 1946-ban ő lett a St. Mary's oltási részlegének vezetője, amelyet ekkor átneveztek Wright-Fleming Intézetté. 1951-1954 között ő volt az Edinburgh-i Egyetem rektora.

## Munkássága

### Korai kutatásai
Fleming a háborúban sok esetben tanúja volt, hogy a sebesült katonák szepszis, sebeik elfertőződése miatt meghalnak. A maró hatású antiszeptikus szerek sok esetben rontottak a beteg állapotán. A The Lancet orvosi folyóiratba írt egy cikket: véleménye szerint az antiszeptikumokkal több sebesültet ölnek meg, mint amennyi a szepszisbe belehal, mert a szerek csak a sebek felszínén ölik meg a baktériumokat, a mélyebb rétegekben nem. A felszínen viszont lehetnek olyan mikroorganizmusok is, amelyek gátolják a káros baktériumok szaporodását és ezeket az antiszeptikus vegyületek szintén elpusztítják. Korábbi mentora, Almroth Wright támogatta nézeteit, de véleménye nem terjedt el és a brit katonaorvosok továbbra és széleskörűen alkalmazták a fertőtlenítő vegyszereket.
A háború után Fleming folytatta az antibakteriális anyagokkal folytatott kutatásait. Egy alkalommal náthás volt és orrából a baktériumtenyészetre csöppent a váladék. Fleming kíváncsi volt a hatására és nem dobta ki a Petri-csészét és néhány nappal később meglepve tapasztalta, hogy gátolja a tenyészet növekedését. A baktériumellenes anyagot végül tojásfehérjéből tudta nagyobb mennyiségből izolálni (később kiderült, hogy a nyálban, könnyben, bőrön, hajon, különböző testváladékokban is előfordul) és lizozimnak nevezte el. A lizozim azonban a patogén baktérium ellen jórészt hatástalan volt, így a klinikai gyakorlatban nem lehetett használni.

## A penicillin felfedezése

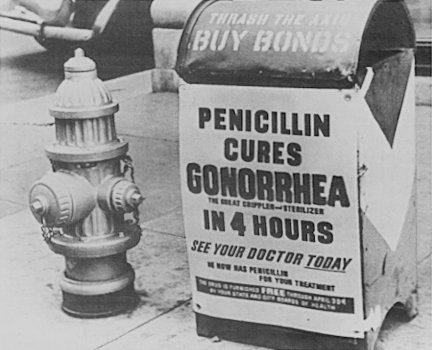
Penicillin, a csodagyógyszer

Fleming később így nyilatkozott a felfedezéséről: "Amikor 1928. szeptember 28-án kicsivel hajnal után felkeltem, egyáltalán nem terveztem, hogy a világ első antibiotikumának, vagy baktériumölőjének felfedezésével forradalmasítom az orvostudományt. Pedig, azt hiszem, éppen ezt tettem."
1928-ra Fleming már elismert bakteriológus volt és a staphylococcusokat gátló anyagokat tanulmányozta. Augusztusban egyhónapos vakációra ment és amikor szeptemberben visszatért a laboratóriumába, észrevette, hogy az asztalon hagyott baktériumtenyészetei közül az egyik penészgombával befertőződött. A gombát azonban az agaron széles, baktériummentes sáv övezte. A Penicillium nemzetségbe tartozó penészt tiszta tenyészetbe tette és kivonatával különböző baktériumfajokat kezelve felfedezte, hogy a "penészlé" hatékonyan gátolja számos patogén mikroorganizmus (többek között a skarlát, a tüdőgyulladás, az agyhártyagyulladás, diftéria kórokozóinak) fejlődését. Mások, mint pl. a tífusz Gram-negatív okozója rezisztensek voltak (bár a szintén Gram-negatív gonorrhoea-kórokozó érzékeny rá). Sikerült izolálnia a penicillinnek elnevezett hatóanyagot is, amit akkor még a lizozimhoz hasonlóan enzimnek gondolt (valójában egy viszonylag kis szerves molekula)
Fleming 1929-ben publikálta felfedezését, de kevesen figyeltek fel a cikkre. Megpróbálta nagyobb mennyiségben előállítani a penicillint, de számos nehézséggel kellett szembenéznie. Az anyagot nehéz volt izolálni, nem tudta megfelelően bekoncentrálni és felületi antiszeptikumként használva nem volt túlságosan hatékony. Fleming úgy vélte, hogy a vérbe injekciózva a szervezet előbb lebontaná a penicillint, minthogy kifejthetné antibakteriális hatását. Az 1930-as években folytatta kísérleteit, de eredményei nem voltak eléggé meggyőzőek, felettesei pedig nem voltak hajlandóak alkalmazni egy vegyészt, aki az analízist és izolálást el tudta volna végezni. Végül 1940-ben felhagyott a penicillinnel, éppen akkor, amikor az oxfordi Howard Florey és Ernst Boris Chain elkezdte a gyakorlati alkalmazását kutatni és hamarosan kidolgozták tömegtermelésének feltételeit. 1942 végére már megkezdődött az ipari előállítása, a normandiai partraszállás idején pedig már elegendő penicillin állt rendelkezésre, hogy valamennyi sebesült katonát ellássák.

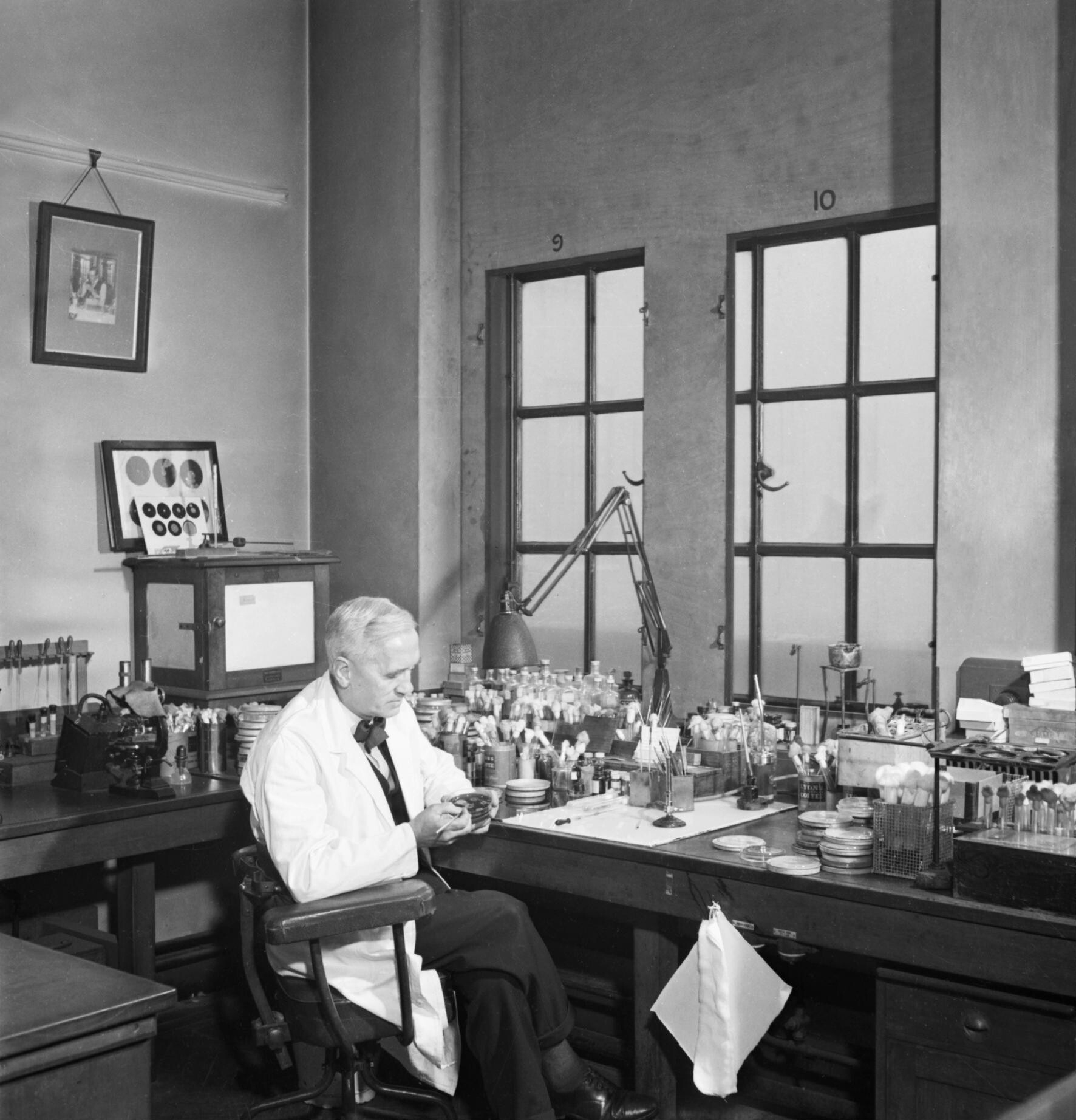
Fleming a laboratóriumában a második világháború idején

Fleming a későbbiekben, amikor kialakult körülötte egy heroizáló mítosz, igen szerény maradt és mindig elismerte Florey és Chain munkáját a penicillin klinikailag használható gyógyszerré tételében. Az antibiotikum szerkezetét 1943-ban határozta meg Edward Abraham, bár a háború miatt egy ideig titokban tartották.
Fleming igen hamar felfedezte, hogy ha túl kis dózisban, vagy túl rövid ideig adják a szert, a baktériumok rezisztenssé válhatnak a penicillinnel szemben. Ezért előadásaiban mindig figyelmeztetett, hogy csak indokolt esetben és előírás szerint használjanak antibiotikumot.
A milliók életét megmentő, világhírűvé váló tudós köré sok legenda szövődött. Az egyik szerint Fleming apja megmentette a fuldokló fiatal Winston Churchill életét, ezért cserébe Randolph Churchill fizette a kis Alexander taníttatását. Egy másik szerint 1943-ban, amikor Churchill Tunéziában tüdőgyulladást kapott, penicillinnel gyógyították meg (valójában szulfonamidot kapott). Egyik történetnek sincs valóságalapja.
1945-ben Fleming, Florey és Chain orvostudományi Nobel-díjban részesült "a penicillin és annak különféle fertőző betegségekben gyakorolt gyógyító hatásának felfedezéséért".

## Elismerései

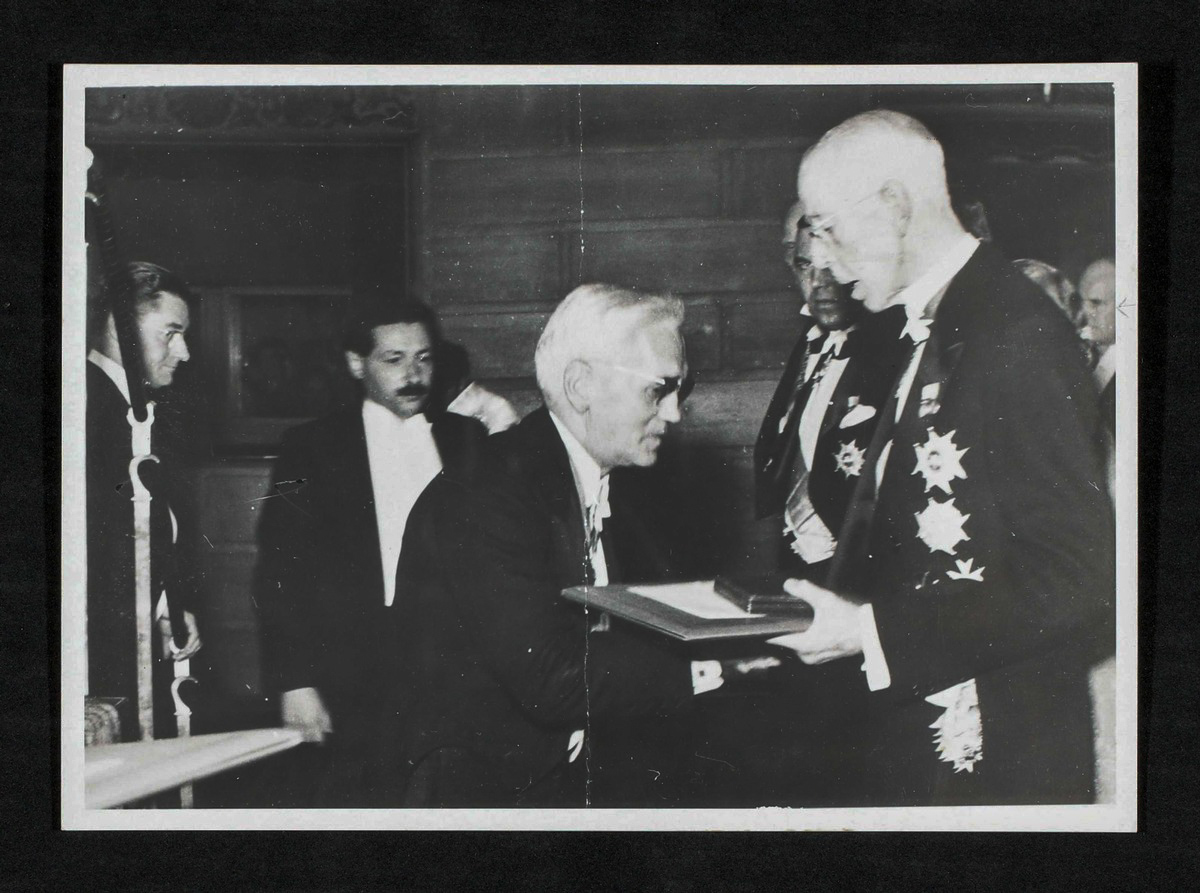
Fleming átveszi a Nobel-díjat V. Gusztáv svéd királytól

- VI. György király lovaggá ütötte (1944)[15][16]
- Fiziológiai és orvostudományi Nobel-díj (1945)
- A X. Bölcs Alfonz-rend nagykeresztje (Spanyolország, 1948)

1943-tól tagja volt a Royal Society-nek. Tagjai közé fogadta a Szentszéki Tudományos Akadémia. Mintegy 30 európai és amerikai egyetem adományozott neki díszdoktori címet. A Time magazin 1999-ben a 20. század 100 legfontosabb embere között sorolta fel; 2002-ben pedig a 100 legnagyobb brit közé szavazták.. Róla nevezték el a 91006 Fleming aszteroidát.
André Maurois francia író szerint: "Nem volt ember, kivéve Einsteint egy másik területen és előtte Pasteurt, aki mélyebb behatást gyakorolt volna az emberi faj modernkori történelmére."

## Családja
Fleming 1915 december 15-én feleségül vett egy ír származású kórházi nővért, Sarah Marion McElroyt. Egy gyermekük született, Robert Fleming (1924 – 2015), aki szintén orvosnak tanult. Sarah 1949-es halála után 1953-ban másodszor is megházasodott, egy egyetemi kolléganőjét, a görög Amalia Koutsouri-Vourekast vette el.
Alexander Fleming 1955. március 11-én halt meg Londonban, szívroham következtében. A Szent Pál-székesegyházban temették el.

## Fordítás
- Ez a szócikk részben vagy egészben  az   Alexander Fleming című angol Wikipédia-szócikk ezen változatának fordításán alapul.  Az eredeti cikk szerkesztőit annak laptörténete sorolja fel. Ez a jelzés csupán a megfogalmazás eredetét és a szerzői jogokat jelzi, nem szolgál a cikkben szereplő információk forrásmegjelöléseként.

### Magyarul
- André Maurois: Fleming és a penicillin regénye; ford. Raffy Ádám; Gondolat, Bp., 1962